# Championnat de Malaisie de football 2021
Navigation
Saison 2020 Saison 2022
La saison 2021 du Championnat de Malaisie de football est la quarantième édition de la première division en Malaisie. Les douze meilleurs clubs du pays sont regroupés au sein d'une poule unique où ils s'affrontent deux fois, à domicile et à l'extérieur. En fin de saison, les deux derniers du classement final sont relégués et remplacés par les deux meilleurs clubs de deuxième division.
Johor Darul Ta'zim FC défend son titre et empoche son huitième titre de champion de Malaisie d'affilée.

## Clubs participants
- Johor Darul Ta'zim FC
- Perak FA
- Sabah FA - Club promu de D2
- Pahang FA est renommé Sri Pahang FC
- Terengganu FA
- Kedah FA
- Melaka United
- Selangor FA
- UiTM FC Selangor
- Petaling Jaya City FC
- Penang FA - Club promu de D2
- Kuala Lumpur United FC est renommé Kuala Lumpur City FC - Club promu de D2

## Compétition
Le barème de points servant à établir le classement se décompose ainsi :
- Victoire : 3 points
- Match nul : 1 point
- Défaite : 0 point

### Classement
| Rang | Équipe                  | Pts  | J  | G  | N | P  | Bp | Bc | Diff |
| ---- | ----------------------- | ---- | -- | -- | - | -- | -- | -- | ---- |
| 1    | Johor Darul Ta'zim FC T | 57   | 22 | 18 | 3 | 1  | 50 | 9  | +41  |
| 2    | Kedah FA                | 43   | 22 | 13 | 4 | 5  | 44 | 28 | +16  |
| 3    | Penang FA P             | 41   | 22 | 12 | 5 | 5  | 37 | 30 | +7   |
| 4    | Terengganu FA           | 38   | 22 | 11 | 5 | 6  | 33 | 20 | +13  |
| 5    | Selangor FA             | 36   | 22 | 10 | 6 | 6  | 45 | 30 | +15  |
| 6    | Kuala Lumpur City FC P  | 33   | 22 | 8  | 9 | 5  | 27 | 20 | +7   |
| 7    | Petaling Jaya City FC   | 24   | 22 | 6  | 6 | 10 | 16 | 28 | -12  |
| 8    | Melaka United           | 21-3 | 22 | 5  | 9 | 8  | 25 | 31 | -6   |
| 9    | Sabah FA                | 19   | 22 | 4  | 7 | 11 | 21 | 38 | -17  |
| 10   | Sri Pahang FC           | 18   | 22 | 4  | 6 | 12 | 24 | 37 | -13  |
| 11   | Perak FA                | 16   | 22 | 4  | 4 | 14 | 20 | 45 | -25  |
| 12   | UiTM FC Selangor        | 13   | 22 | 3  | 4 | 15 | 16 | 41 | -25  |

|  | Qualification pour la Ligue des champions 2022                                                |
|  | Qualification pour la Coupe de l'AFC 2022                                                     |
|  | Relégation en Premier League                                                                  |
|  | T : Tenant du titre C : Vainqueur de la Coupe de la Fédération P : Club promu en Super League |

- Melaka United a une pénalité de trois points pour non respect d'engagements financiers[1].

## Bilan de la saison
| Championnat de Malaisie de football 2021 |                                  |
| Champion                                 | Johor Darul Ta'zim FC (8e titre) |
| Coupes et trophées                       |                                  |
| Vainqueur de la Coupe de la Fédération   | Compétition annulée              |
| Qualifications continentales             |                                  |
| Ligue des champions de l'AFC 2022        | Johor Darul Ta'zim FC            |
| Coupe de l'AFC 2022                      | Kedah FA                         |
| Promotions et relégations                |                                  |
| Promus en Super League                   | Sarawak United                   |
| Promus en Super League                   | Negeri Sembilan FA               |
| Relégués en Premier League               | Perak FA                         |
| Relégués en Premier League               | UiTM FC Selangor                 |